# Isthmohyla calypsa
Isthmohyla calypsa is een kikker uit de familie boomkikkers (Hylidae).
De soort werd voor het eerst wetenschappelijk beschreven door Karen R. Lips in 1996. Oorspronkelijk werd de wetenschappelijke naam Hyla calypsa gebruikt. De soort komt voor in Midden-Amerika en wordt met uitsterven bedreigd, onder meer door chytridiomycose. De boomkikker is momenteel door de IUCN als kritiek geclassificeerd.

## Uiterlijke kenmerken
De mannetjes worden ongeveer 2,6 centimeter lang, vrouwtjes worden groter tot 4,1 centimeter. De lichaamskleur is groen met lichtere bruine vlekken. De onderzijde is lichter tot geel. De kikker heeft een karakteristiek uiterlijk door de opvallende stekelige bulten op de bovenzijde van de kop, het lichaam en de ledematen. Deze doen de kikker lijken op een wandelende pluk mos en de uitsteeksels dienen waarschijnlijk als camouflage. De kop valt op door de grote ogen en elliptische pupillen.
De larven worden vrij groot tot 5,4 centimeter, ze hebben een afgeplat lichaam. De staartvin is doorzichtig en het uiteinde is afgerond.

## Verspreiding en habitat
Het verspreidingsgebied van deze boomkikker omvat bosgebieden tussen de 1810 en 1920 meter in de zuidelijke delen van de Cordillera de Talamanca. In Costa Rica is de soort bekend van de Pacifische zijde van de bergketen, terwijl Isthmohyla calypsa in Panama aan beide zijden voorkomt. De aantallen zijn sterk afgenomen en in Costa Rica is de soort inmiddels mogelijk uitgestorven. Tot begin jaren negentig was Isthmohyla calypsa algemeen in Las Tablas bij Internationaal park La Amistad met een transectiestudie gemiddeld 12,5 individuen per vierhonderd meter. In 2001 werden gedurende zeven dagen veldonderzoek nog slechts vijf bergboomkikkers waargenomen. In Panama leeft de kikker mogelijk nog rondom Volcán Barú.